# Catagramma levi
Catagramma levi är en fjärilsart som beskrevs av Dillon 1948. Catagramma levi ingår i släktet Catagramma och familjen praktfjärilar. Inga underarter finns listade i Catalogue of Life.